# Hard Rain (película)
Hard Rain es un film de 1998 que mezcla el thriller de acción con película de desastre. Producida por Mark Gordon, escrita por Graham Yost (el escritor detrás de la película de Keanu Reeves Velocidad ) y dirigida por el anterior director de fotografía danés Mikael Salomon. Protagonizada por Christian Slater, Morgan Freeman, Randy Quaid, Minnie Driver y Ed Asner. Es una  coproducción entre Estados Unidos, Dinamarca, Reino Unido, Alemania y Japón.

## Argumento
Durante el peor temporal de lluvias  de la historia de Midwestern Estados Unidos, los guardas de seguridad Tom (Slater) y su tío Charlie (Asner) están recogiendo el dinero de los bancos locales afectados por la inundación. Cuando llegan a la pequeña ciudad de Huntingburg, Indiana, Tom y Charlie son emboscados por Jim (Morgan Freeman) y su pandilla de atracadores, Kenny (Michael Goorjian), Señor Mehlor (Dann Florek) y Ray (Ricky Harris). Kenny accidentalmente dispara a Charlie que muere. Cuando Tom se escapa con $3 millones en efectivo lo persiguen.
Después de ser perseguido a través del pueblo con motos de agua, Tom se refugia en una iglesia cercana. Es confundido con un saqueador y golpeado por Karen (Minnie Driver). Despierta en una celda en la oficina del Sheriff local. Tom le informa al Sheriff (Randy Quaid) sobre la pandilla y sobre donde escondió el dinero para evitar que los atracadores se lo llevaran. Él y su ayudante (Mark Rolston) le dejan solo en la celda. 
El dique de la ciudad experimenta una presión enorme de la lluvia y el operador Hank (Wayne Duvall) es forzado a abrir otro dique. Esto causa otra enorme ola a través de la ciudad. Tom está a punto de ahogarse en su celda pero Karen le salva. La banda les ve y deben esconderse en una casa cercana, donde viven los viejos Doreen (Betty White) y Henry Sears (Richard Dysart), con tan mala fortuna que la banda toma al veterano matrimonio como rehén para obligar a Tom a decirles donde esta el dinero. 
Camino al cementerio, Jim revela a Tom que su tío Charlie era su cómplice. Jim entonces envía Tom para recuperar el dinero pero no está donde lo dejó. Cuándo la banda está a punto de dispararle de rabia,  son tiroteados por el Sheriff y sus ayudantes. El Sheriff tiene poco sueldo y quiere el dinero para él. Solo Jim y Tom logran escapar a la iglesia. Es entonces cuando vuelve a sonar la alarma de la presa...una nueva ola se acerca.

## Reparto
- Morgan Freeman es Jim.
- Christian Slater es Tom.
- Randy Quaid es Sheriff (Mike Collig).
- Minnie Driver es Karen.
- Edward Asner es Tío Charlie.
- Michael Goorjian es Kenny.
- Dann Florek es Señor Mehlor.
- Ricky Harris es Ray.
- Mark Rolston es Wayne Bryce.
- Peter Murnik es Phil.
- Wayne Duvall es Hank.
- Richard Dysart es Henry Sears.
- Betty White es Doreen Sears.

## Producción

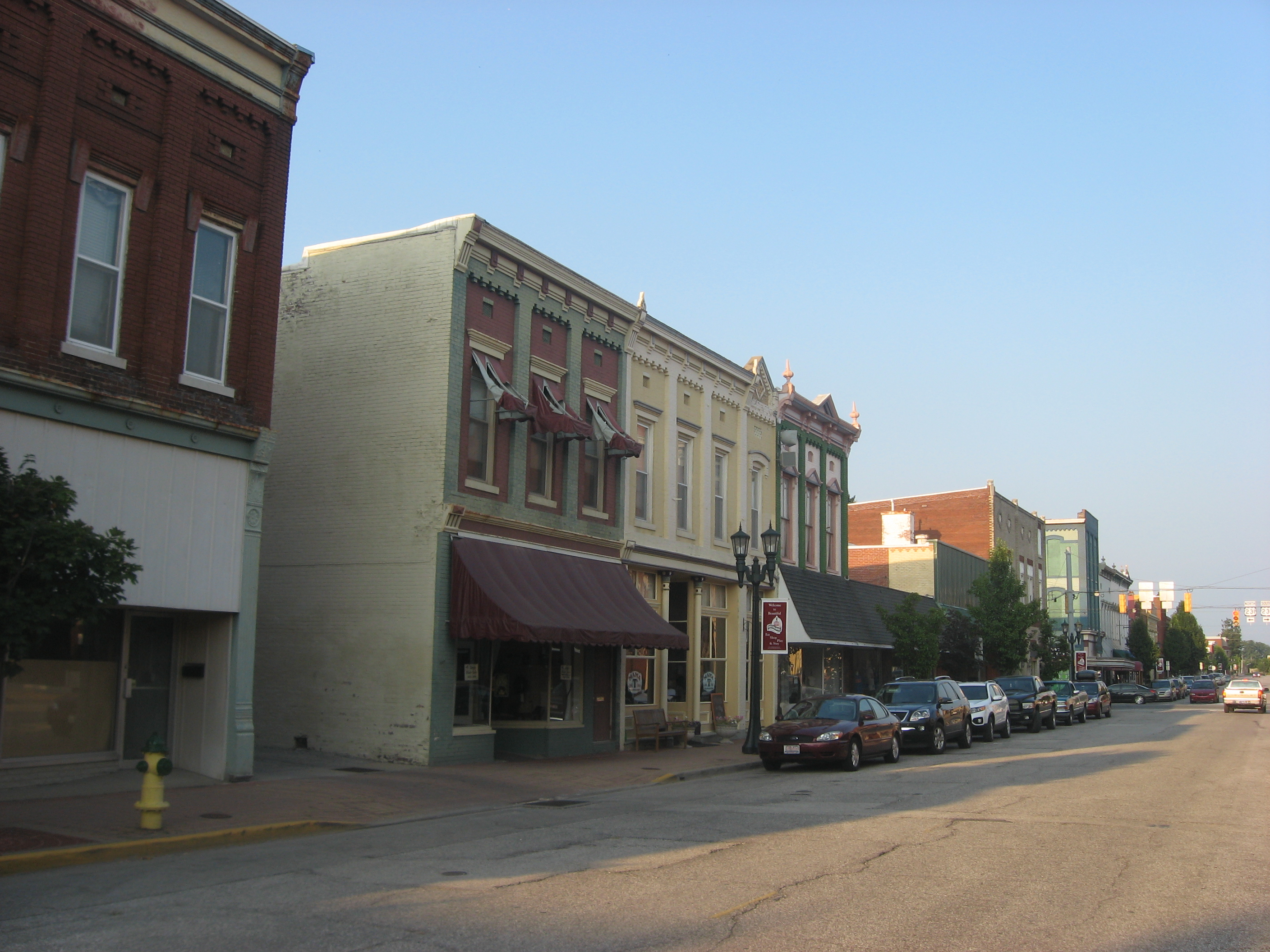
Huntingburg, donde se rodó el film

El director de Hong Kong John Woo estuvo a punto de dirigir la película, pero prefirió dirigir Cara a cara con Nicolas Cage y el proyecto pasó a Mikael Salomon.
La película se iba a titular La Inundación, pero lo cambiaron porque los cineastas no querían que el público creyese que era solo una película de desastres. Aun así, la película todavía retuvo el título en otros países.
La mayoría de la película se filmó en Huntingburg, Indiana, donde la película está ambientada. Hay dos embalses cerca de la ciudad. También se rodó en los estudios de Palmdale, California, en un hangar. El resto de exteriores se rodó Etobicoke, Toronto, Ontario, Canadá.
En Huntingburg también se rodó la película de Geena Davis A League of Their Own así que la ciudad cuenta con un museo donde se expone vestuario, marketing y material de estas dos películas.

## Taquilla
Hard Rain recaudó $7,076,110 el fin de semana de su estreno, llegando solo al quinto puesto de taquilla. Al final, la película solo cosechó $19,870,567 en USA con $70 millones, todo un batacazo.
La taquilla extranjera así como las ventas en VHS y DVD minimizaron las pérdidas.[cita requerida]

## Recepción
La película recibió críticas muy malas o muy buenas. timeout.com, dijo que era la secuela espiritual de Velocidad. Starpulse.com, alabó sus escenas de acción.
Hard Rain tiene un 29% en Tomates Podridos.